# Castelletto Villa
Castelletto Villa è una frazione del comune di Roasio, in provincia di Vercelli, situata ad un'altitudine di circa 350 metri, fino al 1927 comune autonomo.     
La frazione Castelletto Villa è situata su una collina a lato della provinciale che dalla strada statale 142, in località 4 strade di Roasio, porta alla val Sessera.
Confina a sud con il territorio di Villa del Bosco, a est con la frazione Casa del Bosco del comune di Sostegno e con il comune di Lozzolo, a nord con la frazione Asei, del comune di Sostegno ed a ovest con il territorio del comune di Curino.
Nel suo territorio sorge il muro di contenimento che forma il lago artificiale  sul torrente Rovasenda (Giara nel dialetto locale), mentre il lago è situato, in buona parte, nei comuni di Curino e di Sostegno.
È zona di produzione del vino Bramaterra.
Il Santo patrono, finché la parrocchia è stata autonoma, era San Rocco festeggiato il 16 di agosto cui è dedicata, assieme a San Secondo, la chiesa principale strutturata in tre navate. Molto importante è anche la festa dell'Assunta il 15 di agosto, Assunta cui è dedicata la chiesa presso il locale cimitero. Attualmente nella frazione non è presente nessuna attività commerciale.